# Mellach
Mellach è una frazione di 1 254 abitanti del comune austriaco di Fernitz-Mellach, nel distretto di Graz-Umgebung (Stiria). Già comune autonomo, il 1º gennaio 2015 è stato fuso con il comune di Fernitz per costituire il nuovo comune.